# Tiny BASIC
El Tiny BASIC es una versión muy sencilla y simplificada de un intérprete del lenguaje de programación BASIC que originalmente fue programado en assembler y cabía en tan solo 2 a 3 KB de memoria. Este pequeño tamaño resultaba muy útil en los comienzos de los primeros microcomputadores, a mediados de los años 1970, cuando el tamaño típico de la memoria RAM era de 4 a 8 KB.

## Historia
El primer lenguaje consistió únicamente en un documento de estándares, escrito principalmente por Dennis Allison, un miembro de la facultad de Ciencias de la Computación en la Universidad de Stanford. Bob Albrecht, del Homebrew Computer Club, lo instó a crear el estándar. Él había visto el lenguaje BASIC en minicomputadores y creyó que encajaría perfectamente con las nuevas máquinas como el Altair 8800 de MITS, que había sido lanzada en enero de 1975.
Bob y Dennis publicaron el documento de diseño en el boletín de noticias de People's Computer Company. En diciembre de 1975, Dick Whipple y John Arnold crearon un intérprete del lenguaje que requirió solamente 3K de RAM. Bob y Dennis decidieron publicar esta versión y las correcciones a los documentos de diseño originales en un boletín de noticias dedicado al Tiny BASIC, que llamaron "Dr. Dobb's Journal of Tiny BASIC Calisthenics and Orthodontia". En las ediciones de 1976 fueron publicadas varias versiones del Tiny BASIC, incluyendo descripciones de diseño y el código fuente completo.

## Gramática del Tiny BASIC
La gramática es listada abajo en la notación de Backus-Naur. En el listado, un asterisco ("*") denota cero o más del objeto a su izquierda - excepto para el primer asterisco en la definición de "term", que es el operador de la multiplicación; objetos del grupo de paréntesis; y un épsilon ("ε") significa el conjunto vacío. Como es común en la notación de la gramática de lenguaje de programación, la barra vertical ("|") distingue alternativas, al igual que ser listado en líneas separadas. El símbolo "CR" denota un retorno del carro (usualmente generado por la tecla "ENTER" de un teclado).
```
   line ::= number statement CR | statement CR

   statement ::= PRINT expr-list
                 IF expression relop expression THEN statement
                 GOTO expression
                 INPUT var-list
                 LET var = expression
                 GOSUB expression
                 RETURN
                 CLEAR
                 LIST
                 RUN
                 END

   expr-list ::= (string|expression) (, (string|expression)* )

   var-list ::= var (, var)*

   expression ::= (+|-|ε) term ((+|-) term)*

   term ::= factor ((*|/) factor)*

   factor ::= var | number | (expression)

   var ::= A | B | C .... | Y | Z

   number ::= digit digit*

   digit ::= 0 | 1 | 2 | 3 | ... | 8 | 9

   relop ::= < (>|=|ε) | > (<|=|ε) | =

   A BREAK from the console will interrupt execution of the program
```

Fuente: Dr. Dobb's Journal of Computer Calisthenics & Orthodontia, Volume 1, Number 1, 1976, p.9.

## Implementación en lenguaje interpretado
Para la implementación, es usado un lenguaje interpretado (IL). Un interpretador escrito en IL interpreta una línea de código de Tiny BASIC y la ejecuta. El IL corre en una máquina abstracta, que interpreta el código IL. La idea de usar un lenguaje interpretado viene desde Val Schorre (con el META II, 1964) y Glennie (Syntax Machine). Ver también la máquina virtual, CLI.
La tabla siguiente da una lista parcial de los comandos del lenguaje interpretado en la cual el interpretador Tiny BASIC está escrito. La longitud del programa interpretador completo es de solamente 120 operaciones del IL. Así la opción de un acercamiento interpretativo economizó en espacio de memoria y esfuerzo de implementación, aunque los programas BASIC eran ejecutados algo lentamente. El CRLF en la última línea simboliza un retorno del carro (CR) seguido por una nueva línea (LF).
| TST lbl, string | Si string coincide con la línea BASIC, avanza el cursor sobre el string y ejecuta la siguiente instrucción IL; si la prueba falla, ejecuta la instrucción IL en la etiqueta lbl |
| CALL lbl        | Ejecuta la subrutina IL comenzando en lbl; guarda la dirección IL que sigue la llamada (CALL) en el stack de control                                                            |
| RTN             | Retorna a la posición del IL especificada en el tope del stack de control |
| DONE            | Reporta un error de sintaxis si después de borrar los blancos a la izquierda, el cursor no está posicionado para alcanzar un retorno del carro                                  |
| JUMP lbl        | Continúa la especificación del IL en la etiqueta especificada |
| PRS             | Imprime caracteres del texto BASIC hasta pero no incluyendo el signo de interrogación cerrado                                                                                   |
| PRN             | Imprime el número obtenido al hacer un POP en el stack de expresiones |
| SPC             | Inserta espacios para mover el cabezal de impresión a la próxima zona |
| NLINE           | Envía un CRLF a la impresora |

Fuente: Dr. Dobb's Journal, Volume 1, Number 1, 1976, p.12.